# Dècada del 240 aC

## Esdeveniments
- Acaba la Primera Guerra Púnica entre Roma i Cartago
- Aristarc de Samos calcula el diàmetre del Sol basant-se en la distància a la Terra i usant la trigonometria

## Personatges destacats
- Àratos de Sició
- Eratòstenes
- Amílcar Barca
- Ptolemeu III Evergetes I
- Qin Shihuang